# بنگاه املاک و مستغلات
بنگاه املاک و مستغلات، نوعی بنگاه تجاری است که در حوزه تجارت املاک و مستغلات فعال است و در این حوزه به فروشندگان و خریداران در خصوص قیمت‌گذاری و تنظیم و تدوین قراردادهای مربوطه، راهنمایی و مشاوره ارائه می‌کند.
کارگزار یا مشاور املاک، شخصی است که نماینده فروشندگان یا خریداران املاک و مستغلات است. اگرچه ممکن است یک کارگزار به شکل مستقل هم کار کند، اما مشاوران معمولاً تحت پوشش یک کارگزار مجاز به عنوان نماینده مشتریان کار می‌کنند. کارگزاران و مشاوران، از طرف دولت مجوز دارند که در خصوص قراردادهای فروش مذاکره و اسناد لازم برای انعقاد تراکنش‌های ملکی را مدیریت کنند. در آمریکای شمالی، برخی از کارگزاران و مشاوران، عضو انجمن ملی مسکن (NAR) هستند که بزرگ‌ترین انجمن تجاری در این صنعت است. اعضای NAR طبق اصول و قواعد اخلاقی موظف هستند که به الزامات حقوقی دولتی مسلط باشند تا بتوانند در راستای منافع مشتری کار کنند. معمولاً به خریداران و فروشندگان توصیه می‌شود که با یک مشاور املاک حرفه‌ای و مجوزدار مشاوره کنند.
به‌طور کلی، کارگزاران یا مشاوران املاک، به چهار دسته تقسیم می‌شوند:
- مشاوران فروشنده، مالکان معمولاً با این دسته از مشاوران تماس می‌گیرند تا برای بازاریابی ملک خود برای فروش یا اجاره، به آنها کمک کنند.
- مشاوران خریدار، کارگزاران یا فروشندگانی هستند که به خریداران برای خرید ملک کمک می‌کنند.
- مشاوران دو طرفه، در یک معامله هم به خریدار و هم به فروشنده کمک می‌کنند. یک کارگزار املاک به منظور محافظت از صحت مجوز خود، موظف است به هر دو طرف (خریدار و فروشنده) یک مشاوره صادقانه و منصفانه ارائه کند و بایستی از دو طرف درخواست کند که یک قرارداد نمایندگی دو طرفه امضا کنند. معمولاً، قوانین و مقررات خاصی برای مشاوران دو طرفه اجرا می‌شود، به خصوص دربارهٔ قیمت مورد مذاکره. در شرایط نمایندگی دو طرفه، بیشتر احتمال دارد که تضاد منافع رخ دهد که معمولاً منجر به از دست رفتن وکالت هر دو طرف می‌شود. قوانین دولتی کشورها باهم متفاوت است و هر یک به شکلی نمایندگی دو طرفه را تفسیر می‌کنند و بعضی کشورها دیگر این مسئله را مجاز نمی‌دانند. در برخی کشورها، نمایندگی دو طرفه را می‌توان در شرایطی به کار برد که یک کارگزاری (نه یک مشاور) هم نماینده خریدار و هم فروشنده باشد. اگر یک مشاور از کارگزاری یک خانه برای فروش داشته باشد و یکی دیگر از مشاوران همان کارگزاری، یک قرارداد کارگزاری خریدار با یک خریدار داشته باشد که مایل به خریدن آن ملک باشد، نمایندگی دو طرفه اتفاق می‌افتد.
- کارگزاران معاملات نوعی محدود از نمایندگی برای خریدار و فروشنده به همراه دارد اما بدون الزامات و تعهدات محرمانه. کارگزاران معاملات حین انجام معاملات به خریداران، فروشندگان یا هر دو کمک می‌کنند، بدون آن که نماینده منافع هیچ‌یک از طرفین باشند. این کمک‌ها همان اسناد قانونی هستند که برای یک توافق‌نامه میان خریدار و فروشنده و چگونگی نقل و انتقال یک ملک خاص، وجود دارد.

یک کارگزار املاک، معمولاً برای تکمیل موفق یک فروش، کمسیون املاک دریافت می‌کند. در مناطق مختلف آمریکا، در صورت ارائه خدمات کامل کارگزاری، این کمیسیون مقداری بین ۵ تا ۶ درصد از قیمت فروش ملک را دارد، اما این درصد در ایالات و حتی مناطق متفاوت است. این کمیسیون را می‌توان با سایر کارگزاران یا مشاوران املاک که در معامله مشارکت داشته‌اند، تقسیم کرد. کارگزاران با دستمزد ثابت و کارگزارانی که برای خدمات دستمزد می‌گیرند، ممکن است بسته به نوع خدمات پیشنهادی، دستمزد بسیار کمتری دریافت کنند.
در ایالات متحده، کارگزاران و فروشندگان املاک، نه توسط دولت فدرال بلکه توسط هر ایالات مجوز می‌گیرند. هر ایالات یک «کمیته» املاک دارد که بر کارگزاران و مشاوران املاک نظارت داشته و به آنها مجوز می‌دهد. به عنوان مثال، برخی ایالت‌ها فقط به وکلا اجازه می‌دهند که اسناد مربوط به انتقال ملک حقیقی را تهیه کنند. در حالی که سایر ایالات به مشاور املاکی که مجوز داشته باشد نیز این اجازه را می‌دهند. قوانین ایالتی وجود دارد که نوع روابطی که ممکن است میان مشتریان و مجوزداران املاک وجود داشته باشد را تعریف می‌کند و همچنین وظایف حقوقی مجوزداران املاک که بتوانند با استفاده از آن، به مشتریان و مردم خدمات ارائه دهند.

## قرارداد مکتوب
برای یک توافق‌نامه میان کارگزار و مشتری بسیار مهم است که یک سند قانونی شفافی وجود داشته باشد تا حقوق و وظایف هر دو طرف به روشنی تعیین شود و از آن محافظت کند. در صورت وجود فقط توافق شفاهی، خطر بروز اختلاف و مناقشه دربارهٔ جزئیات قرار داد و نحوه فروش ملک به‌طور قابل توجهی افزایش می‌یابد؛ زیرا مدرکی مکتوب برای اثبات توافقات وجود ندارد، و هر طرف ممکن است برداشت متفاوتی داشته باشد؛ لذا توصیه می‌شود همیشه توافقات مهم را به صورت مکتوب و با جزئیات دقیق تنظیم کند.

### آموزش در حوزه املاک و مستغلات
برای کسب مجوز در اکثر ایالت‌ها، متقاضی را ملزم است حداقل یک ساعت کلاس آموزشی دربارهٔ قوانین املاک و مستغلات را بگذراند تا بتواند در آزمون مربوطه شرکت کند. این آموزش‌ها معمولاً توسط شرکت‌های فعال در حوزه املاک یا شرکت‌های آموزشی معتبر که مجوز برگزاری چنین دوره‌هایی را در ایالت مربوطه دارند، ارائه می‌شود. هدف از این دوره‌ها آماده‌سازی افراد مجوزدار جدید برای درک جنبه‌های حقوقی فرایند انتقال ملک است تا بتواند با موفقیت در آزمون دولتی کسب مجوز قبول شوند.

### بنگاه املاک آنلاین
بنگاه املاک آنلاین نوعی پلتفرم دیجیتال است که با استفاده از فناوری اینترنت، فرآیندهای مرتبط با خرید، فروش، رهن و اجاره ملک را تسهیل می‌کند. این سامانه‌ها با حذف واسطه‌های سنتی یا کاهش نقش آن‌ها، دسترسی مستقیم‌تری میان مالکان، مستأجران، خریداران و مشاوران املاک فراهم می‌سازند. برخلاف بنگاه‌های سنتی که نیازمند مراجعه حضوری هستند، کاربران در بنگاه‌های آنلاین می‌توانند بدون نیاز به خروج از منزل، اطلاعات ملک، موقعیت مکانی، تصاویر، قیمت، و سایر جزئیات را مشاهده و مقایسه کنند.
این سامانه‌ها در برخی مدل‌ها، تنها به عنوان واسطه‌ی معرفی عمل کرده و در برخی موارد دیگر، خدمات مشاوره، تنظیم قرارداد یا حتی امضای دیجیتال نیز ارائه می‌دهند. برخی پلتفرم‌های ایرانی مانند «دیوار»، «شیپور» و «وبنگاه» نمونه‌هایی از بنگاه‌های املاک آنلاین هستند. در مدل وبنگاه، مشاورین املاک دفاتر خود را ثبت می‌کنند و کاربران در صورت توافق بر سر معامله، می‌توانند از طریق سایت، بنگاه موردنظر را رزرو کرده و فرآیند رسمی تنظیم قرارداد را انجام دهند.
با گسترش فناوری، بنگاه‌های املاک آنلاین نقش پررنگ‌تری در بازار مسکن پیدا کرده‌اند و پیش‌بینی می‌شود جایگاه آن‌ها در آینده نیز تقویت شود.